# Archibald Clark Kerr
Archibald Clark Kerr, 1.º Barão de Inverchapel, GCMG, PC (Sydney, 17 de março de 1882 – Greenock, 5 de julho de 1951), conhecido como Sir Archibald Clark Kerr entre 1935 e 1946, foi um diplomata britânico. Serviu como Embaixador na União Soviética entre 1942 e 1946 e nos Estados Unidos entre 1946 e 1948.

## Biografia
De origem escocesa e nascido na Austrália, Lorde Inverchapel nasceu com o nome de Archibald John Kerr Clark, filho de John Kerr Clark (1838–1910), natural de Lanarkshire, na Escócia, e de Kate Louisa (1846–1926), filha de Sir John Struan Robertson, que exerceu por cinco vezes o cargo de Primeiro-Ministro da Colónia de Nova Gales do Sul. A sua família emigrou para Inglaterra em 1889. Em 1911, passou a utilizar o apelido Kerr, em adição ao de Clark. Frequentou o Bath College entre 1892 e 1900.

### Carreira diplomática
Kerr ingressou no Serviço Diplomático em 1906.[carece de fontes?] Nos primeiros anos da sua carreira, cometeu o erro de contestar a política do Ministério dos Negócios Estrangeiros relativamente ao Egipto. Como consequência, foi colocado sucessivamente em várias capitais da América Latina. Exerceu funções como Enviado Extraordinário e Ministro Plenipotenciário junto de diversas repúblicas da América Central entre 1925 e 1928,  no Chile entre 1928 e 1930, na Suécia entre 1931 e 1934, e no Iraque entre 1935 e 1938.

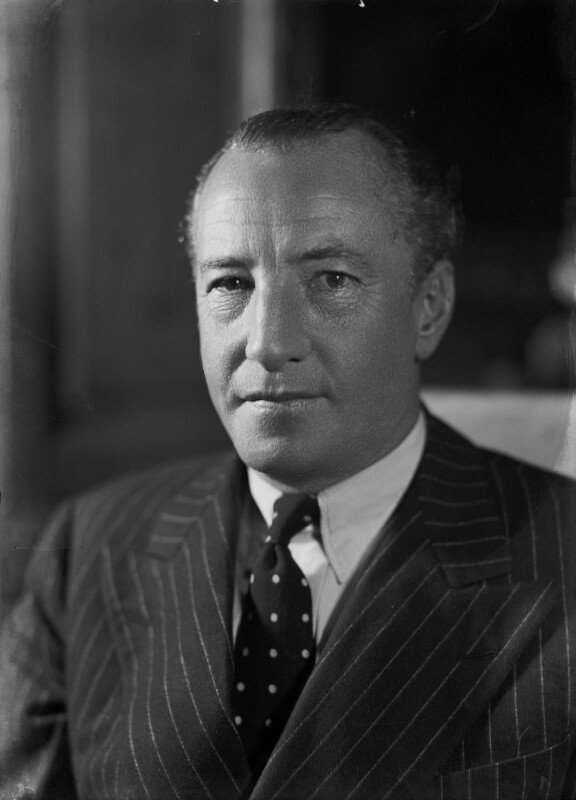
Kerr em 1938

Distinguindo-se nestes cargos, garantiu uma nomeação de prestígio como Embaixador na China, onde serviu entre 1938 e 1942, durante a ocupação japonesa.
Defendeu a concessão de ajuda britânica à China com base em razões humanitárias, na preservação da influência económica britânica e no princípio da autodeterminação nacional. Apesar da ausência de apoio concreto por parte do Reino Unido, impressionou os chineses com o seu interesse pela filosofia confucionista e com a sua firmeza. Após o consulado britânico em Chongqing ter sido quase totalmente destruído por bombardeamentos japoneses em 1940, várias missões diplomáticas evacuaram a cidade, mas Kerr manteve a bandeira britânica hasteada junto aos edifícios do governo chinês. Nadava regularmente no rio Yangtzé e, após ter conhecido o escritor norte-americano Ernest Hemingway, desvalorizou-o com desdém: "Duro? Eu sou mais duro do que ele!"

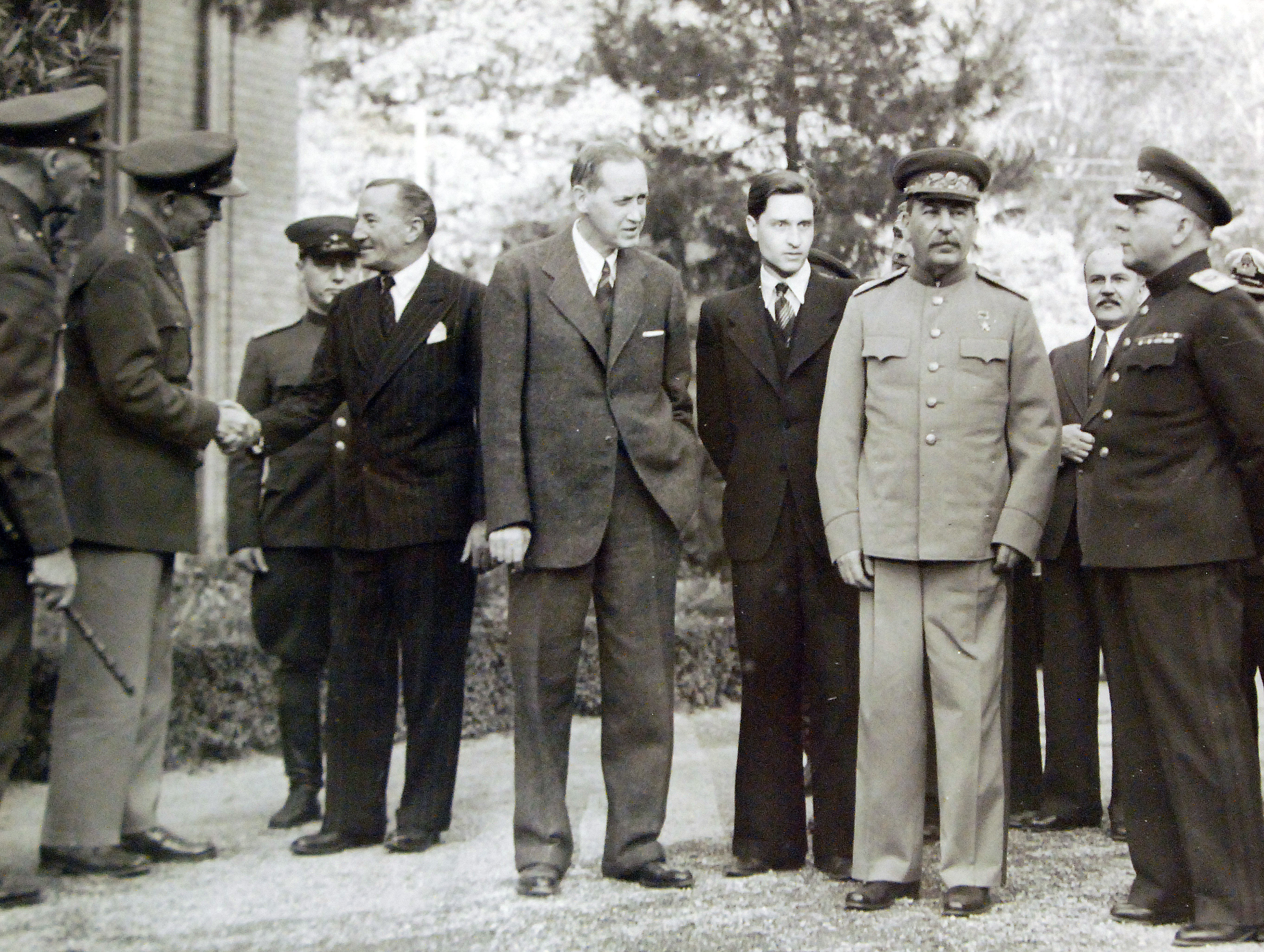
Kerr apertando a mão de George Marshall na Conferência de Teerã em 1943

Ele foi transferido para Moscovo em fevereiro de 1942, onde estabeleceu um relacionamento notável com Estaline e facilitou uma série de conferências diplomáticas anglo-soviéticas. Seu trabalho lá e nas Três Grandes Conferências (como Yalta e Potsdam) o colocou no centro da política internacional durante os últimos anos cruciais da Segunda Guerra Mundial. Ao longo de seu posto em Moscovo, ele buscou, sem sucesso, uma orientação mais clara do Ministério das Relações Exteriores em Londres. Ele frequentemente recorria a uma diretiva recebida de Churchill em fevereiro de 1943: "Você quer uma diretiva? Tudo bem. Não me importo de beijar a bunda de Estaline, mas estou condenado se vou lamber sua bunda!"
À medida que a guerra se aproximava do seu termo, Kerr demonstrou uma crescente inquietação relativamente aos planos soviéticos para o mundo do pós-guerra. Embora não acreditasse que a União Soviética pretendesse iniciar uma revolução mundial, receava que estivesse a preparar-se para exercer o seu poder muito para além da sua esfera de influência anterior à guerra. Expressou, pela primeira vez, estas preocupações profundamente enraizadas sobre o expansionismo soviético num extenso memorando sobre a política soviética, datado de 31 de agosto de 1944. Nesse documento, previu três consequências prováveis do conflito: a eliminação de qualquer ameaça imediata à segurança soviética, a consolidação da posição dominante de Estaline e a utilização, por parte da União Soviética, dos partidos comunistas em outros países para promover os interesses da "Rússia enquanto Estado, distinta da Rússia como conceito revolucionário".
Após o final da guerra, foi nomeado Embaixador do Reino Unido nos Estados Unidos da América, cargo que exerceu até 1948. Conhecido de Guy Burgess e superior hierárquico de Donald Duart Maclean em Washington, reagiu com grande consternação à deserção de ambos para a União Soviética. O caso lançou igualmente uma sombra sobre a sua carreira diplomática.
Foi agraciado com o título de Cavaleiro Comandante da Ordem de São Miguel e São Jorge (KCMG) nas Honras de Ano Novo de 1935, tendo sido elevado a Cavaleiro Grã-Cruz da mesma Ordem em 1942, e prestou juramento como membro do Conselho Privado em 1944. Em 1946, foi elevado à nobreza com o título de Barão Inverchapel, de Loch Eck, no condado de Argyll.

### Vida pessoal
A vida pessoal de Kerr foi descrita como marcadamente excêntrica. Bissexual, enquanto jovem diplomata residiu em Washington com o Major Archibald Butt (conselheiro militar do Presidente Taft) e com o parceiro deste, o artista Frank Millet. Quando regressou àquela cidade 35 anos mais tarde, já na qualidade de embaixador britânico, causou algum escândalo ao optar por se hospedar em Eagle Grove, Iowa, na companhia de um robusto rapaz do campo que conhecera numa paragem de autocarro em Washington.
Durante a sua colocação em Moscovo, Kerr desenvolveu afeição por Evgeni (mais tarde Eugene) Yost, um mordomo de 24 anos de origem germano-volga que se encontrava em apuros legais. A pedido pessoal de Kerr, Estaline autorizou a saída de Yost da União Soviética para que este pudesse passar a servir como seu massagista e valete. Kerr referia-se jocosamente a Yost como "um escravo russo que Estaline me ofereceu".
Amigo próximo da irmã do kaiser alemão, Sofia, Duquesa de Esparta, nos anos que antecederam a Primeira Guerra Mundial, foi também um pretendente frustrado da Rainha-Mãe, antes do seu casamento, divórcio e subsequente matrimónio com uma cidadã chilena 29 anos mais nova. Politicamente alinhado com a esquerda, espirituoso e pouco convencional nos modos, foi por vezes acusado de manifestar simpatias excessivas pela posição soviética. O seu biógrafo, Donald Gillies, considerou essas alegadas simpatias pró-soviéticas altamente improváveis.[carece de fontes?]
Na memória colectiva, é sobretudo recordado por uma nota, amplamente reproduzida, que alegadamente escreveu em 1943 a Lorde Pembroke, quando exercia funções como Embaixador em Moscovo. Uma cópia dessa carta foi publicada na revista The Spectator em 1978, acompanhada do comentário de que "um conhecido andava a vasculhar os arquivos do Ministério dos Negócios Estrangeiros relativos aos anos da guerra".
| “ | "Meu caro Reggie Nestes tempos sombrios, o ser humano tende a procurar pequenos raios de luz que se desprendem do Céu. Os meus dias são, muito provavelmente, mais sombrios do que os seus, e necessito — meu Deus, como necessito — de toda a luz que me seja possível alcançar. Mas sou um homem decente e não quero ser mesquinho nem egoísta relativamente aos breves lampejos de claridade que, de tempos a tempos, me são concedidos. Por isso, proponho-me partilhar consigo um minúsculo fulgor que iluminou a minha existência carregada de sombras, dizendo-lhe que Deus me enviou um novo colega turco, cujo cartão de visita me informa que se chama Mustapha Kunt. Todos nos sentimos assim, Reggie, de tempos a tempos, especialmente com a chegada da Primavera, mas poucos teriam a ousadia de o pôr no cartão de visita. É preciso ser turco para tal. Sir Archibald Clerk Kerr, S.E. o Embaixador de Sua Majestade" | ” |

Em 1929, contraiu matrimónio com María Teresa Díaz Salas, membro da aristocracia chilena, natural de Santiago do Chile, filha de Javier Díaz Lira e de Ventura Salas Edwards. Faleceu em julho de 1951, com 69 anos de idade. O título de barão extinguiu-se com a sua morte, uma vez que não deixou descendência.